# Фосфид марганца
Фосфид марганца — неорганическое соединение металла марганца и фосфора с формулой MnP,
тёмно-серые кристаллы,
не растворимые в воде.

## Получение
- Спекание порошкообразного марганца и красного фосфора:

{\displaystyle {\mathsf {Mn+P\ {\xrightarrow {T}}\ MnP}}}

## Физические свойства
Фосфид марганца образует тёмно-серые кристаллы
ромбической сингонии,
пространственная группа P nma,
параметры ячейки a = 0,5249 нм, b = 0,3167 нм, c = 0,5905 нм, Z = 4.
Не растворяется в воде.